# Gaspar de la Huerta

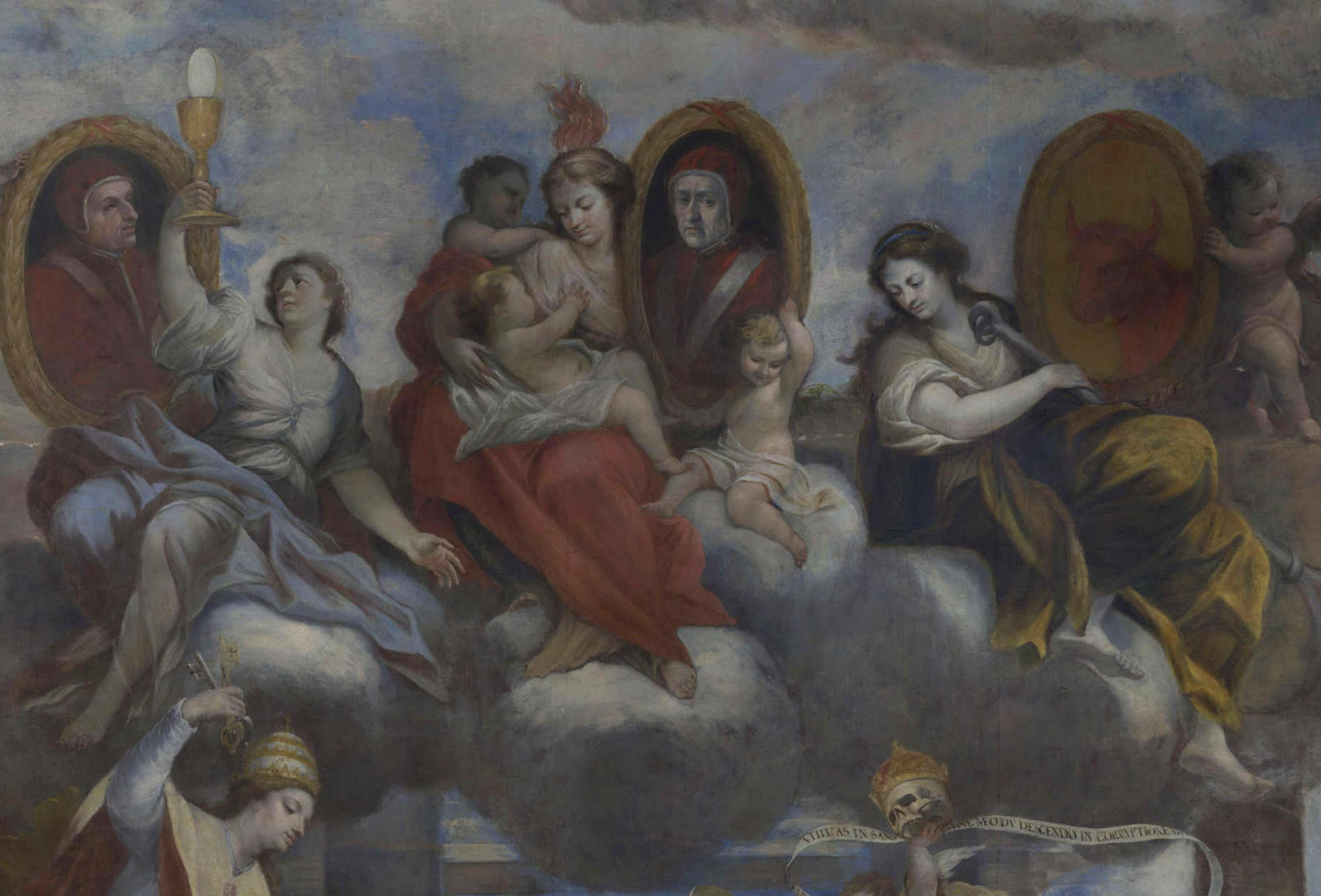
Virtuts teologals, detall de la pintura a l'oli del sostre de la Sala de la Glorificació, Galeria daurada del Palau Ducal de Gandia.

Gaspar de la Huerta (Campillo de Altobuey, 1645 – València, 1714), fou un pintor barroc espanyol.

## Biografia
Encara que nascut a Campillo de Altobuey,  Conca, batejat el 9 de setembre de 1645, amb tot just sis anys va ser portat a València, segons la biografia que li va dedicar Antonio Palomino, qui va conèixer personalment per coincidir pintant a la basílica de la Mare de Déu dels Desemparats, encarregat Palomino dels frescos de la volta i Huerta del teló bocaport l'altar major. Es va formar al taller de Jesualda Masot, vídua del pintor Gaspar Infant, i va contreure matrimoni amb una filla de la seua mestra, Pasquala Infant, amb qui va tenir dos fills: Gaspar, mort prematurament, i Maria Rosa, casada amb un metge.
Huerta es va establir en el domicili de la seua sogra, encarregant-se de la direcció del taller que, a jutjar per l'inventari dels béns deixats per Gaspar Infant, feia compatible la pintura de devoció amb els fruiters i paisatges, dels quals deixava quaranta-nou quadres petits. Palomino diu d'ell que era home molt devot de sant Francesc d'Assís, vestint sempre l'hàbit de l'Orde Tercera, a més d'ajudar amb freqüents almoines als frares, als que regalava el breviari, i que portava compte de tot el que havia guanyat amb la seua pintura, que al final de la seua vida ascendia a 35.000 pesos, «que per ser a València, i sense més obres que les de cavallet (perquè ell mai no va pintar a el tremp, ni al fresc) va ser un bon guanyar». Va fer testament el 17 de desembre de 1714, deixant per única hereva a la seua filla Maria Rosa, i va morir l'endemà i se'l va enterrar al convent de sant Francesc.

## Obra
Palomino, que elogia el seu geni natural i el seu estudi, amb els quals va poder suplir «la curta perícia de la seua mestra», afirma que a València va gaudir del reconeixement popular, pel «suficient dibuix» i grat colorit, «de sort, que gairebé no hi ha temple en aquella ciutat, i Regne de València, on no hi hagi pintura seua». Antonio Ponz, Orellana i els antics catàlegs del Museu de Belles Arts de València, al qual van passar les obres procedents dels convents desamortitzats, confirmen que eren efectivament molt nombroses les pintures de Huerta a les esglésies valencianes, però gairebé tot això s'ha perdut per diverses raons, incloent el canvi en els gustos, que va fer que ja en el segle xviii el gran llenç del Jubileu a la Porciúncula de l'altar major del desaparegut convent de Sant Francesc fos substituït per un altre de fra Antoni de Villanueva.
Del que s'ha conservat, el més valuós són sens dubte les pintures a l'oli sobre llenç dels sostres de l'anomenada Galeria daurada del palau Ducal de Gandia, formada per cinc sales successives després de la remodelació ordenada pel X duc, Pasqual de Borja i Centelles, en commemoració del seu il·lustre avantpassat sant Francesc de Borja. La influència de Palomino és manifesta en elles, encara que pintades a l'oli, pel dinamisme de la seua composició i la paleta de colors clars, amb els quals Huerta es distancia de l'estil d'Espinosa predominant encara a la València de finals del segle xvii i també en alguna pintura primerenca de Huerta, com la Santa Rosa de Lima i el Baptisme de sant Agustí del convent d'agustines de Sogorb, o el Sant Tomàs de Villanueva repartint almoines de la catedral de Coïmbra (Portugal), signat i datat en 1676. Després dels dos primers sostres, purament decoratius a base de motius heràldics i florals, pintats pel taller, el «Saló de la Glorificació» es cobreix amb un llenç rectangular de grans dimensions (aproximadament 10 x 5 m) en el qual es representa la canonització de Francesc de Borja en una successió d'escenes amb una representació del col·legi cardenalici assistit per l'Església en el primer nivell, l'al·legoria de les Virtuts teologals al costat de medallons amb les efígies dels papes de la família Borja (Calixt III i Alexandre VI) i el bou heràldic, i l'arcàngel sant Miquel presentant a sant Francesc a la Trinitat en presència de la Mare de Déu i altres sants. A la quarta sala una Sagrada Família amb Sant Joaquim i Santa Anna i el Pare Etern al capdamunt. La cinquena, Saló del Cel i de la Terra, mostra l'apoteosi del sant elevat a la presència del Pare Etern entre sants, patriarques i cors angèlics disposats en composició circular, fingint una cúpula inexistent.